# Sandtrockenrasen Achim
Sandtrockenrasen Achim este o arie protejată (sit de importanță comunitară — SCI) din Germania întinsă pe o suprafață de 57,23 ha, integral pe uscat.

## Localizare
Centrul sitului Sandtrockenrasen Achim este situat la coordonatele 53°01′14″N 8°59′40″E / 53.0206°N 8.9944°E.

## Înființare
Situl Sandtrockenrasen Achim a fost declarat sit de importanță comunitară în ianuarie 2005 pentru a proteja un număr necunoscut de specii din flora spontană și fauna sălbatică aflate în arealul zonei.

## Biodiversitate
Situată în ecoregiunea atlantică, aria protejată conține 5 habitate naturale: Vegetație psamofilă uscată cu Calluna și Genista, Vegetație psamofilă uscată cu pășuni deschise de Corynephorus și Agrostis, Pajiști uscate europene, Fânețe de joasă altitudine (Alopecurus pratensis, Sanguisorba officinalis), Păduri acidofile de stejar bătrân cu Quercus robur pe câmpii nisipoase.
La baza desemnării sitului se află un număr nedeclarat de specii protejate.